# کنستانتین استانیسلاوسکی
کنستانتین سرگئی استانیسلاوسکی (به روسی: Константин Сергеевич Станиславский) (زاده ۱۷ ژانویه ۱۸۶۳ – درگذشته ۷ اوت ۱۹۳۸) بازیگر و مدیر تئاتر روس بود. گرچه دستاوردهای او به عنوان بازیگر و کارگردان بزرگ بود اما مهمترین سهم او به خاطر پرتوی است که بر فن‌های بازیگری افکنده‌است. متد اکتینگ که او خالق آن است بر اساس توجه به تمرین خوب به ضرورت نیاز سرشت‌ها و ملیت‌های مختلف تحول یافته‌است.

## زندگی
استانیسلاوسکی در یکی از ثروتمندترین خانواده‌های روسیه به دنیا آمد. نام دقیق او کنستانتین سرگئویچ آلکسیف است اما او نام استانیسلاوسکی را برای بازی روی صحنه انتخاب کرده بود تا خانوادهٔ او از این امر اطلاعی نیابند.

## تأسیس تئاتر هنری مسکو
در سال ۱۸۹۶ همراه با ولادیمیر نمیروویج دانچنکو، تئاتر هنری مسکو را تأسیس کردند که باعث تجارب نویی در صحنه شد؛ و برای نخستین تجربه نمایشنامه مرغ دریایی اثر آنتون چخوف را به روی صحنه بردند، که نویسنده‌ی روس، در سال ۱۸۹۶ خود در مسکو آن را روی صحنه برد. سپس استانیسلاوسکی از وسولد مایرهولد دعوت کرد تا در تئاتر هنری مسکو یک کارگاه آموزشی دایر کند.

## سفر به فنلاند
در سال ۱۹۰۶ در حالی که به‌خاطر دلزدگی از ناتورالیسم و نداشتن ایده‌ای نو عازم فنلاند شد و همان‌جا بود که نظام مخصوص بازیگری خود را پایه نهاد.

## نظریات
استانیسلاوسکی بسیار برای بازیگر ارزش قائل است و از او انتظار ویژه‌ای دارد. مجموع نظرات وی در این باب در کتاب‌هایش زندگی من در هنر و آماده‌سازی بازیگر آمده‌است که برای نخستین بار توسط دو تن از شاگردانش به نام‌های میخائیل چخوف و ریچارد بولسلاوسکی در آمریکا تدریس شد.